# Promozione 1950-1951
La Promozione 1950-1951 fu la terza edizione di questa categoria calcistica italiana a disputarsi a carattere interregionale.
Il campionato era gestito da tre leghe distinte denominate Lega Interregionale Nord, avente sede a Torino, Lega Interregionale Centro, avente sede a Firenze, e Lega Interregionale Sud, avente sede a Napoli. In totale furono 236 le squadre partecipanti.
Il regolamento campionati metteva in palio 12 posti per la Serie C, 6 per le società del Nord, 4 per il Centro e 2 per le rappresentanti del Sud. Per ciò che concerne le retrocessioni, se dapprima il Consiglio federale sembrava aver deciso la discesa delle squadre dal 14º posto in giù al Nord e al Centro, fu poco dopo chiarito di aver deliberato in merito al 15º posto in poi. Al Sud invece fu subito chiara la condanna dei tre ultimi club di ogni gruppo.

## Lega Interregionale Nord
La Lega Interregionale Nord aveva sede a Torino e organizzava un campionato composto da sei gironi e 112 squadre, di cui 76 già affiliate alla Lega, 1 trasferita dalla giurisdizione della Lega Centro, 27 neopromosse dalle leghe regionali e 8 neoretrocesse dalla lega nazionale.
 Partecipanti 

 Girone A 
- A.C. Belluno (R)
- C.S. Coneglianese
- C.R.A.L. Arsenale Venezia (R)
- U.S. Itala San Marco
- A.S. Juventina (Trieste) (R)
- A.C. Edera Monfalconese
- C.R.D.A. Monfalcone[5]
- A.C. Pieris
- A.C. Pordenone (R)
- A.P. Portogruarese
- U.C. Pro Cervignano
- A.C. San Daniele (San Daniele del Friuli) (R)
- S.A.I.C.I. Torviscosa
- S.S. Sangiorgina
- S.S. San Giovanni Trieste
- U.S. Sanvitese
- A.S. Sant'Anna Trieste
- A.C. Vital Fossalta (Fossalta di Piave)

 Girone B 
- U.S. Adriese
- U.S. Audace
- A.C. Bassano
- U.S. Cadidavid
- A.C. Conti (Cavarzere) (R)
- U.S. Cerea
- C.S. Dolo
- G.S. Vincenzo Lancia (Bolzano) (R)
- C.S. Lanerossi Schio
- A.C. Legnago
- U.S. Luparense (N)
- G.S. Mira
- U.S. Miranese
- A.C. Pellizzari
- A.C. Pro Rovigo (N)
- A.C. Thiene
- A.C. Trento
- S.S. Acciaieria Valbruna (Vicenza) (R)
- A.C. Zevio (R)

 Girone C 
- U.S. Angerese
- A.C. Beretta (Gardone Val Trompia)
- U.S. Breno
- A.C. Cantù
- A.S. Snia Viscosa (Cesano Maderno) (R)
- U.S. Malnatese (R)
- U.S. Mariano
- A.C. Meda
- U.S. Mottese (Motta Visconti)
- U.S. Nervianese (R)
- U.S. Novatese (Novate Milanese)
- A.S. Olgiatese (Olgiate Comasco)
- U.S. Paderno (Paderno Dugnano)
- A.C. Parabiago (N)
- U.S. Rescaldinese (R)
- A.C. Sebinia (N)
- S.S. Sommese (Somma Lombardo)
- Sondrio Sportiva (R)
- A.S. Vis Nova Giussano

 Girone D 
- U.S. Casalese (Casalmaggiore) (R)
- F.B.C. Casteggio
- A.S. Cernuschese (Cernusco sul Naviglio) (R)
- A.S. Chiari
- A.C. Codogno
- C.R.A.L. A.T.M. Sezione Calcio
- A.C. Fidenza
- Marzotto Manerbio Calcio (R)
- U.S. Melzo
- A.S. Merate
- U.S. Olimpia Caravaggio (R)
- S.S. Olubra (Castel San Giovanni)
- A.S. Orceana, Orzinuovi
- S.S. Pro Lissone (N)
- S.S. Pro Macherio (R)
- U.S. Salsomaggiore
- U.S. Soresinese
- C.S. Trevigliese
- U.S. Vimercatese

 Girone E 
- F.B.C. Abbiategrasso
- U.S. Aosta
- A.C. Asti (N)
- U.S. Barcanova (Torino)
- A.S. Borgosesia (R)
- U.S. Coggiola
- U.S. Condovese
- F.B.C. Corbetta
- Ass. Cuneo Sportiva
- Gattinara F.C.
- S.S. Ghemmese
- U.S. Gravellona (R)
- U.S. Pray
- U.S. Saviglianese
- U.S. Trinese
- U.S. Valenzana (R)
- Verbania Sportiva
- A.C. Vigor (Gaggiano) (R)

 Girone F 
- S.C. Alassio
- U.S. Albenga
- G.S. Arsenal Spezia (R)
- U.S. Bolzanetese
- A.S. Corniglianese
- A.C. Derthona (R)
- A.C. Entella
- Imperia Sportiva
- U.S. Lavagnese
- U.S. Novese Ilva (R)
- O.T.O. Spezia
- U.S. Pontedecimo
- U.S. Rivarolese (N)
- U.S. Sampierdarenese[6]
- U.S. Sestri Levante
- Vado F.B.C.
- Varazze F.B.C.
- F.B.C. Veloce (R)
- A.C. Vogherese (N)

## Lega Interregionale Centro
La Lega Interregionale Centro aveva sede a Firenze e organizzava un campionato composto da quattro gironi e 75 squadre, di cui 52 già affiliate alla Lega, 15 neopromosse dalle leghe regionali e 8 neoretrocesse dalla lega nazionale.
 Partecipanti 

 Girone G 
- S.P. Alma Juventus Fano
- S.P. Argentana (R)
- A.C. Francesco Baracca (N)
- U.S. Bondenese (N)
- A.C. Carpi (R)
- C.A. Faenza
- A.S. Falconarese (R)
- Ferrovieri Calcio (Bologna)
- G.S. Imolese (N)
- A.C. Massalombarda (R)
- U.S. Medicinese
- A.C. Minatori (Perticara)
- A.S. Portuense
- U.S. Ravenna
- A.C. Riccione
- U.S. Russi
- F.C. San Lazzaro (San Lazzaro di Savena) (R)
- S.P. Vis Sauro Pesaro

 Girone H 
- A.S. Ardenza
- S.S. Castelfiorentino
- A.S. Cecina
- A.C. Colligiana
- U.S. Fucecchio (N)
- S.S. Lanciotto Ballerini
- U.S. Massese
- U.S. Monsummanese (N)
- U.S. Pescia (R)
- U.S. Pietrasanta
- U.S. Poggibonsi
- U.S. Pontassieve
- U.S. Sangiovannese
- G.S. San Carlo Solvay (S.Carlo di S.Vincenzo) (R)
- U.S. San Vincenzo (San Vincenzo)
- S.S. Scintilla (Riglione)
- A.S. Sestese
- G.S. Tettora
- A.S. Viareggio
- A.C. Volterrana (R)

 Girone I 
- U.S. Albatrastevere[8]
- S.S. A.L.M.A.S.
- S.S. Artiglio (Roma)
- S.S. Chinotto Neri
- A.S. Fiamme Azzurre (Roma) (R)
- A.S. Fondana (R)
- U.S. Civitavecchiese
- S.S. Formia
- S.S. Ilvarsenal (R)
- U.S. Italcalcio (Roma) (R); G.S. Banca d'Italia
- A.S. Monreale Italpiombo (San Gavino Monreale)
- U.S. Monteponi
- A.C. Az. Montevecchio
- S.S. Poligrafico (Roma)
- S.S. Romana Gas (Roma)
- S.S. San Lorenzo (San Lorenzo (Roma))
- A.S. Sogene (Roma) (R); gruppo Sogene
- G.S. S.T.E.F.E.R. Roma
- A.S. Tivoli (N)

 Girone L 
- A.S. Ascoli
- U.S. Castelfidardo
- S.S. Chieti
- S.S. Cartiera Miliani
- A.C. Città di Castello (R)
- Pol. Forza e Coraggio
- A.S. Frosinone
- S.S. Lanciano
- A.S. L'Aquila
- S.S. Marsciano
- A.S. Pescara (N)
- S.P. Rosetana
- U.S. Sora
- A.S. Teramo
- S.S. Ternana (N)
- U.S. Tolentino
- S.S. Vastese
- S.S. Virtus Spoleto[9]

## Lega Interregionale Sud
La Lega Interregionale Sud aveva sede a Napoli ed organizzava un campionato composto da tre gironi: tale numero vigeva tuttavia in deroga permanente all'assegnato numero di due soli gruppi, e questo fatto si rifletteva nelle particolari regole relative a promozioni e retrocessioni. Le squadre partecipanti erano 49 in totale, di cui 36 già affiliate alla Lega, 10 neopromosse dalle leghe regionali e 3 neoretrocesse dalla lega nazionale.
Delle tre capoliste, Turris, Molfetta e Palmese, nel girone finale primeggiarono le ultime due, mentre i campani rimasero in Promozione.
 Partecipanti 

 Girone M 
- Pol. Acerrana
- U.S. Angri
- U.S. Cavese (R)
- S.S. Ercolanese
- U.S. Gladiator
- A.C. Ilva Bagnolese
- S.S. Maddalonese
- A.G. Nocerina (N)
- U.S. Paganese (R)
- U.S. Paolana (R)
- G.S. Juve Alfa (N)
- S.S. Portici
- A.P. Puteolana
- C.R. dei Lavoratori S.E.T.
- Pol. Turris
- S.S. Virtus Frattese

 Girone N 
- U.S. Ariano
- U.S. Audace
- U.S. Audace
- S.S. Barletta
- A.S. Bisceglie
- U.S. Campobasso
- U.S. Corato (R)
- G.S. CRAL Incedit
- A.S. Grottaglie (R)
- U.S. Manduria
- A.S. Martina (R)
- A.S. Matera Calcio (R)
- A.S. Molfetta
- S.C. Monticchio Potenza (N)
- A.S. Ostuni (R)
- A.S. Putignano (R)
- U.S. Serenissima

 Girone O 
- A.C. Agrigento
- A.S. Augusta (R)
- A.S. Caltagirone
- A.S. Canicattì
- A.S. Drepanum (N)
- G.S. Folgore Castelvetrano
- A.S. Pro Enna
- S.S. Gela (R)
- U.S. Mazara
- S.S. Milazzo (R)
- Naxos (Giardini-Naxos)
- U.S. Notinese
- U.S. Palmese
- U.S. Sciacca
- U.S. Spadaforese
- Vigor Nicastro